# 1559
1559 (MDLIX) fue un año común comenzado en domingo del calendario juliano.

## Acontecimientos
- 15 de enero: La reina Isabel I de Inglaterra es coronada en la Abadía de Westminster.
- En marzo: Gian Luigi Pascale, parte del Piamonte hacia Calabria, enviado por Juan Calvino para predicar en las comunidades valdenses de Calabria.
- 24 de marzo: la Inquisición romana crea el Index Librorum Prohibitorum o "Índice de libros prohibidos".
- 2 de abril: Inglaterra y Francia firman el tratado de Paz de Cateau-Cambrésis.
- 3 de abril: España y Francia firman el tratado de Paz de Cateau-Cambrésis.
- 4 de septiembre: El rey Felipe II crea la Audiencia y Cancillería Real de la ciudad de La Plata de la Nueva Toledo (hoy Sucre), provincia de los Charcas, designando un presidente y 4 oidores.
- 20 de noviembre: en Colombia se funda el municipio de Serrezuela, actual Madrid en el departamento de Cundinamarca.
- 22 de noviembre: Pragmática de 22 de noviembre de 1559, por la que Felipe II de España prohíbe estudiar en universidades extranjeras.
- 25 de diciembre: en Roma, el cardenal Medici es elegido papa con el nombre de Pío IV.
- Juan Calvino - Funda la Academia de Ginebra.

## Arte y literatura
- Publicación de los siete libros de Diana por Jorge de Montemayor.

## Nacimientos
- Lupercio Leonardo de Argensola, escritor español.
- Bernardo de Monroy, religioso de la Orden de la Santísima Trinidad, redentor general, murió mártir en Argel.

## Fallecimientos
- 10 de julio: Enrique II, rey de Francia.
- 18 de agosto: Pablo IV, papa italiano.